# Сударушкина, Виктория Викторовна
Виктория Викторовна Сударушкина (род. 2 сентября 1990 года) — российская легкоатлетка, специализирующаяся в метании копья.

## Биография
На Универсиаде — 2013 в Казани с результатом 62.68 была второй, уступив Марии Абакумовой.
На чемпионате мира 2013 года в Москве с результатом 62.20 м квалифицировалась в финал.
Студентка Ленинградского государственного университета имени А. С. Пушкина.